# Шевченково (Вольнянский район)
Шевченково (укр. Шевченкове) — село,
Кировский сельский совет,
Вольнянский район,
Запорожская область,
Украина.
Код КОАТУУ — 2321582008. Население по переписи 2001 года составляло 163 человека.

## Географическое положение
Село Шевченково находится на левом берегу реки Солёная,
выше по течению на расстоянии в 1 км расположено село Солёное,
ниже по течению на расстоянии в 1 км расположено село Першозвановка.
Река в этом месте пересыхает, на ней сделано несколько запруд.
Рядом проходит железная дорога, станция Новогуполовка в 2-х км.

## История
- 1770 год — дата основания как имение Марковского.
- В 1924 году переименовано в село Шевченково.

## Достопримечательности
- Братская могила советских воинов.